# Nemzetközi Lenin-békedíj

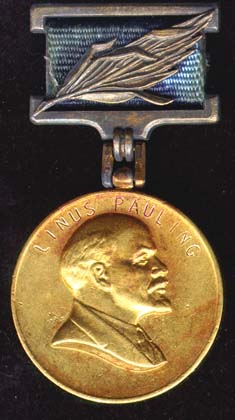
A nemzetközi Lenin-békedíj

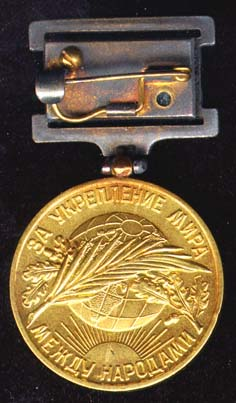
Hátulnézete

A Szovjetunió által alapított nemzetközi Lenin-békedíjat (korábban nemzetközi Sztálin-békedíj) (oroszul: Международная Ленинская премия «За укрепление мира между народами»), mint elismerést a világbéke megóvása és erősítése érdekében elévülhetetlen érdemeket szerzők kaphatták. Az első díjazott Jean Frédéric Joliot-Curie francia Nobel-díjas fizikus volt.

## Története
A nemzetközi Sztálin-békedíj a II. világháború utáni hidegháborús szembenállás szovjet elismerése a világbéke erősítőinek. 1949. december 21-én a Szovjetunió Legfelsőbb Tanácsa alapította Sztálin 70. születésnapja tiszteletére, annak ellenére, hogy a főtitkár ekkor már 71 éves volt. A Nobel-békedíj ellensúlyozásaként létrejött elismerés még abban is különbözött tőle, hogy nem csak egy fő kaphatta meg évente, hanem több is. Általában prominens kommunisták vagy a Szovjetunió támogatói részesülhettek ilyen magas elismerésben.
Az SZKP XX. Kongresszusa Hruscsov útmutatásait követve 1956. szeptember 6-án Sztálin helyett Leninre nevezte át a békedíjat és hivatalosan „nemzetközi Lenin-díj a világbéke élharcosainak” megnevezésre változtatták. Minden korábbi elismertet felkértek arra, hogy adja vissza kitüntetését, melyet átcseréltek erre az újra.
1989. december 11-én a Legfelsőbb Tanács ismét változtatott a díj elnevezésén és ekkortól „nemzetközi Lenin-békedíj” lett a neve. Két évvel a Szovjetunió felbomlása után már nem adományozták a díjat, az utolsót 1990-ben Nelson Mandela börtönből szabadulásának évében ítélték neki oda, de a díjazott csak 2002-ben tudta átvenni.

### Érdekességek
- A hidegháborús megosztottság miatt nem sokaknak adatott meg, hogy Nobel-békedíjat és nemzetközi Lenin-békedíjat is kaphassanak. Egyik ilyen kivétel az ír származású forradalmár és  politikus, Seán MacBride. Másik ilyen híresség a német származású amerikai kémikus, Linus Pauling, aki a nukleáris fegyverek elleni békeharcáért kapta elismeréseit.
- A nemzetközi Lenin-békedíj nem azonos a nemzetközi Békedíjjal, melyet a szovjet Világbéke Tanácsa alapított 1941-ben és évente szovjet írók, alkotók, tudósok és  művészek kaphattak.

## Nemzetközi Sztálin-békedíjasok
- 1950: Frédéric Joliot-Curie, Eugénie Cotton, Szung Csing-ling, Hewlett Johnson, Arthur Moulton, Pak Den Aj, Heriberto Jara

- 1951: Kuo Mo-zso, Pietro Nenni, Ikuo Ojama, Monica Felton, Anna Seghers, Jorge Amado

- 1952: Yves Farge, Saifuddin Kitchlew, Eliza Branco, Paul Robeson, Johannes Robert Becher, James Gareth Endicott, Ilja Grigorjevics Ehrenburg, Halldór Laxness

- 1953: Pierre Cot, Sahib-singh Sokhey, Andrea Gaggiero, Isabelle Blume, Howard Fast, John Desmond Bernal, Leon Kruczkowski, Pablo Neruda, Andrea Andreen, Nyina Vasziljevna Popova

- 1954: Denis Nowell Pritt, Alain Le Léap, Tadzin Kodo Hmaing, Bertolt Brecht, Felix Iversen, André Bonnard, Baldomero Sanín Cano, Prijono, Nicolás Guillén

- 1955: Lázaro Cárdenas del Río, Scheich Mohammed al Aschmar, Joseph Wirth, Ton Duc Thang, Akiko Seki, Ragnar Forbeck

## Nemzetközi Lenin-békedíjasok

### 1950-es évek
- 1957: Louis Aragon, Emmanuel d'Astier, Heinrich Brandweiner, Danilo Dolci, Maria Rosa Oliver, Chandrasekhara Venkata Raman, Udakandawala Saranankara Thero, Nyikolaj Szemjonovics Tyihonov
- 1958: Josef Lukl Hromádka, Artur Lundkvist, Louis Saillant, Kaoru Yasui, Arnold Zweig
- 1959: Otto Buchwitz, W. E. B. Du Bois, Nyikita Szergejevics Hruscsov, Ivor Montagu, Kósztasz Várnalisz

### 1960-as évek
- 1960: Laurent Casanova, Cyrus Eaton, Sukarno,
- 1961: Fidel Castro, Ostap Dłuski, William Morrow, Rameshwari Nehru, Mihail Sadoveanu, Antoine Tabet, Ahmed Sékou Touré
- 1962: Dobi István, Konstantin Simun, Olga Poblete de Espinosa, Faiz Ahmed Faiz, Kwame Nkrumah, Pablo Picasso, Georgi Trajkov, Manolisz Glezosz,
- 1963: Modibo Keïta, Oscar Niemeyer,
- 1964: Dolores Ibárruri, Rafael Alberti, Aruna Asaf Ali, Kaoru Ota,
- 1965: Miguel Ángel Asturias, Mirjam Vire-Tuominen, Peter Ayodele Curtis Joseph, Giacomo Manzù,  Zsamszrangijn Szambú
- 1966: Herbert Warnke, Rockwell Kent, Ivan Málek, Martin Niemöller, David Alfaro Siqueiros, Bram Fischer
- 1967: Joris Ivens, Nguyễn Thị Định, Jorge Zalamea, Romesh Chandra, Sík Endre, Jean Effel
- 1968-1969: Akira Iwai, Jarosław Iwaszkiewicz, Khaled Mohieddin, Linus Pauling, Shafie Ahmed el Sheikh, Bertil Svahnstrom, Ludvík Svoboda

### 1970-es évek
- 1970-1971: Eric Henry Stoneley Burhop, Ernst Busch, Cola Dragojcseva, Kamal Dzsumblatt, Alfredo Varela
- 1972: Renato Guttuso, James Aldridge, Salvador Allende, Leonyid Iljics Brezsnyev, Enrique Pastorino
- 1973-1974: Luis Corvalán, Raymond Goor, Jeanne Martin-Cissé,
- 1975-1976: Hortensia Bussi de Allende, Kádár János, Seán MacBride, Samora Machel, Agostinho Neto, Yannis Ritsos,
- 1977-1978: Kurt Bachmann, Freda Yetta Brown, Angela Davis, Vilma Espín Guillois, Kumara Padma Sivasankara Menon, Halina Skibniewska
- 1979: Hervé Bazin, Lê Duẩn, Urho Kekkonen, Abd ar-Rahmán as-Sarkávi, Miguel Otero Silva

### 1980-as évek
- 1980-1982: Mahmúd Darvís, John Morgan, Líber Seregni
- 1983-1984: Indira Gandhi, Jean-Marie Léger, Eva Palmer, Nguyễn Hữu Thọ, Luis Vidales, Joseph Weber, Harilaosz Florakisz, Míkisz Theodorákisz
- 1985-1986: Miguel d'Escoto, Dorothy Hodgkin, Herbert Mies, Julius Nyerere, Petar Tancsev
- 1987: Evan Litwack,
- 1988: Abdusz-Szattár Edhi

### 1990-es évek
- 1990: Nelson Mandela

Mandela kitüntetését dél-afrikai börtönbüntetése miatt nem tudta átvenni, ezért erre 2002-ben került sor.

## Fordítás
- Ez a szócikk részben vagy egészben  a   Lenin Peace Prize című angol Wikipédia-szócikk ezen változatának fordításán alapul.  Az eredeti cikk szerkesztőit annak laptörténete sorolja fel. Ez a jelzés csupán a megfogalmazás eredetét és a szerzői jogokat jelzi, nem szolgál a cikkben szereplő információk forrásmegjelöléseként.